# Gedeutereerd dichloormethaan
Gedeutereerd dichloormethaan of gedeutereerd DCM (ook aangeduid als dichloormethaan-d2) is een gedeutereerd oplosmiddel met als brutoformule CD2Cl2. De stof komt bij kamertemperatuur voor als een vluchtige kleurloze vloeistof.
Het is een isotopoloog van dichloormethaan en hoewel het zou kunnen gebruikt in de NMR-spectroscopie als oplosmiddel, wordt dit maar zelden gedaan. De grootste belemmering is de zeer hoge kostprijs van gedeutereerd dichloormethaan. Daarnaast is het vrij hygroscopisch: het trekt gemakkelijk vocht uit de lucht aan en kan daardoor zorgen voor contaminatie, hetgeen nadelig is voor de resolutie van de proton-NMR-spectra. Als alternatief wordt meestal gekozen voor het goedkopere gedeutereerd chloroform.

## Synthese
Gedeutereerd dichloormethaan kan bereid worden door dichloormethaan via fase-transfer-katalyse in contact te brengen met een geconcentreerde waterige oplossing van deuteroxide-ionen (OD−), het gedeutereerde analoog van hydroxide-ionen:
{\displaystyle \mathrm {CH_{2}Cl_{2}\ +\ OD^{-}\ \rightleftharpoons \ CD_{2}Cl_{2}\ +\ OH^{-}} }
Een dergelijke basische oplossing wordt bereid door een metaaloxide op te lossen in zwaar water:
{\displaystyle \mathrm {Na_{2}O\ +\ D_{2}O\ \longrightarrow \ 2\ NaOD} }